# Созонов Єгор Сергійович
Єгор Сергійович Созонов (Сазонов) ((26 травня (7 червня) 1879 , Petrovskoyed, Вятська губернія  — 27 листопада (10 грудня) 1910 , Горний Зерентуй, Іркутське генерал-губернаторствоd ); Гірський Зерентуй, Іркутське) — російський революціонер, есер, терорист, член бойової організації, вбивця В. К. Плеве.

## Біографія

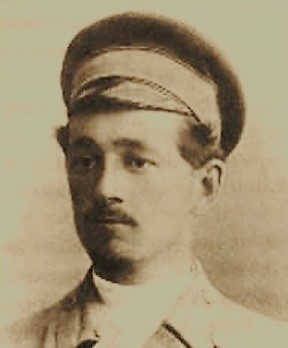
Молодий Єгор Сазонов

Єгор Созонов народився у селі Петрівське Уржумського повіту (нині — в Уржумському районі, Кіровської області) у старообрядницькій родині багатого лісопромисловця.
|  | За народженням я походжу з благодумної, надзвичайно релігійної та монархічно налаштованої селянської родини, яка переселилася з села в місто і там швидко розбагатіла експлуатацією башкирських лісів — порівняно вже пізно, коли мені було років 10-11. Той дух, яким я був просякнутий, поки перебував цілком і єдино під впливом сім'ї, був надзвичайно ворожий до будь-якого протесту чи невдоволення ладом життя російського. Царські портрети, нарівні з іконами, прикрашають кімнати в будинку мого батька... |

Навчався в Уфимській чоловічій гімназії, потім вступив на медичний факультет Московського університету .  Мета життя він визначив так: стати земським лікарем та лікувати хворих.
|  | Чим більше я розумово зростав і розвивався, тим мої погляди ставали більш ідеалістичними та ліберальними, втім, у гуманітарному сенсі, а не політичному… проповідь тілесних покарань та людиноненависництва обурювали мене. Але й другий рік мого університетського життя пройшов для мене благополучно. Я не брав участі навіть у земляцьких гуртках, чи існували гуртки іншого роду — я не знав, про існування робочого питання в Росії нічого не відав, з нелегальною літературою був зовсім незнайомий. Я настільки був наївний у цьому, що мені не принесло жодної користі навіть випадкове знайомство з одним московським робітником, який побажав вчитися в мене «поезії» та арифметиці. Цілий рік у неділю ходив до мене цей робітник, я приймав його абсолютно відкрито, анітрохи не знаючи, що такого роду знайомства можуть здатися підозрілими і можуть повести до неприємних наслідків для нас обох. Арифметиці я цього селянина навчив, але не пам'ятаю, щоб хоч раз говорили ми з ним про політику. |

Але звістка про те, що 183 київські революційно налаштовані студенти віддано в солдати, викликала в душі юнака протест, і він закликав своїх товаришів по університету виступити проти такого рішення царського уряду. Демонстрація була розгромлена.
|  | Я мав задоволення бути підданим академічному суду, де мене намагалися переконати, що уряд не може зважати на вимоги студентів і не повинен робити цього. Я був у Московському манежі, куди мене відвели зі сходки разом з іншими студентами. Там ми просиділи три дні, оточені стіною солдатських багнетів та козаками. Там я чув, як вибивали двері ззовні; солдати нам повідомили, що це студенти та робітники прийшли рятувати нас. І ми побачили, як при першому ж громі дверей, що вибиваються, проти наших визволителів вишикувалися солдати, готові кулями і багнетами зустріти їх. Потім нас перевели до Бутирської в'язниці, і я вперше став арештантом. У цій в'язниці я вперше познайомився із революційними виданнями; вперше почув сміливе революційне слово. Саме в цей час у Москві відбулися масові заворушення, робітники простягли руку студентам і цим витягли нас із академічної боротьби на широке поле політичної революції. |

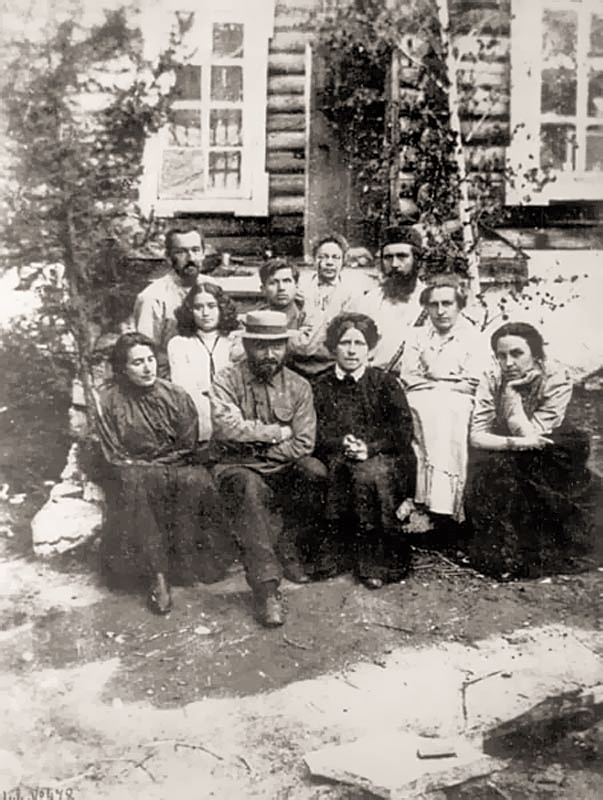
Посилальні есери в Акатуї. На фото ліворуч Марія Школьник, Григорій Гершуні, Марія Спірідонова, Олександра Ізмайлович, Анастасія Біценко ; у другому ряду: Єгор Сазонов, Ревека Фіалка, Петро Сидорчук, Лідія Єзерська, Петро Карпович

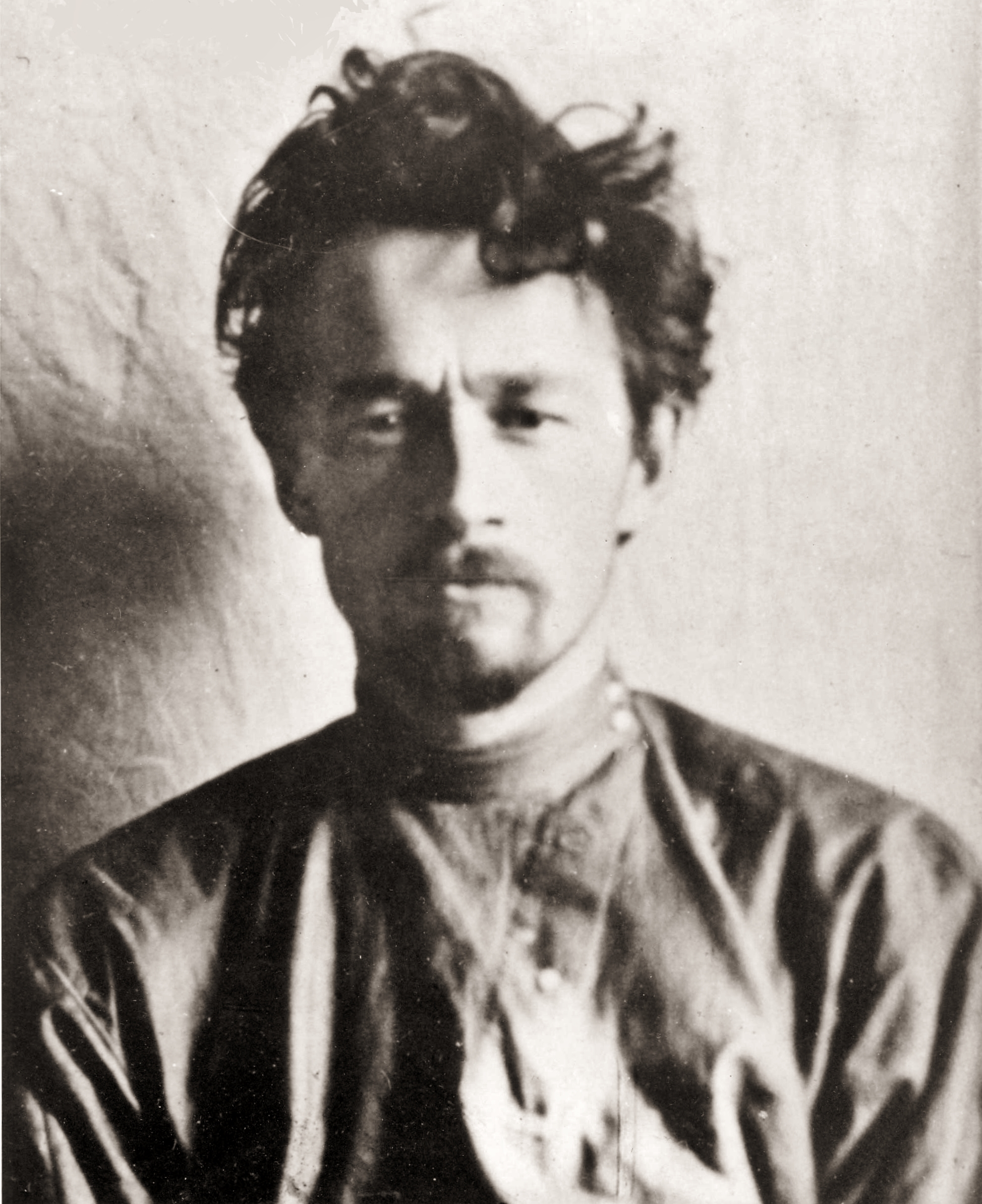
Єгор Сазонов після першого арешту

У квітні 1901 року Єгора Созонова було виключено з університету і по етапу відправлено до Уфи. На засланні займався вивченням літератури з суспільних та революційних питань. У травні 1901 року знову заарештований за зберігання нелегальної літератури і етапований до Москви. За клопотанням батька, звільнено. Приєднався до «Уральського союзу соціал-демократів та соціалістів-революціонерів», але в березні 1902 арештований і після півторамісячного ув'язнення висланий на п'ять років до Східного Сибіру. 
16 (29) березня 1902 року в квартиру до Созонова на Великій Успенській вулиці, дім 99, увірвалась поліція, почався обшук. Єгор непомітно вирвав із записника кілька аркушів і почав їх енергійно жувати… Але виявилося, що поквапившись, він вирвав не те, що було важливо: в руках поліцейських виявилися адреси та явки. Єгора Созонова ув'знили до Уфімської тюрми, де поводилися з ним жорстко. Він об'явив голодування. Потім було етапування до Самари, а згодом  — Якутське заслання.
У липні 1903 року на шляху до Східного Сибіру Созонов утік і, перейшовши на нелегальне становище, поїхав до Швейцарії. За кордоном остаточно приєднався до партії соціал-революціонерів і вступив до бойової організації .
З підробленим паспортом на чуже ім'я Єгор Созонов повернувся до Росії. 15 (28) липня 1904 разом із товаришами з бойової організації в Петербурзі скоїв вбивство міністра внутрішніх справ В. К. Плеве. Першим йшов із бомбою Боришанський, який мав пропустити карету Плеве повз себе. За ним слідував Єгор Созонов — основний метальник. За ним слідували Каляєв і Сікорський, які мали здійснити вбивство у разі промаху Созонова. А якщо карета поверне назад, справу мав довершити Давид Боришанський («Абрам»). Побачивши карету, Созонов зійшов з тротуару і кинув у неї бомбу. Плеве було вбито. Сам Созонов був тяжко поранений і побитий поліцейськими та охоронцями, заарештований, привезений до Олександрівської лікарні для чорноробів та прооперований.

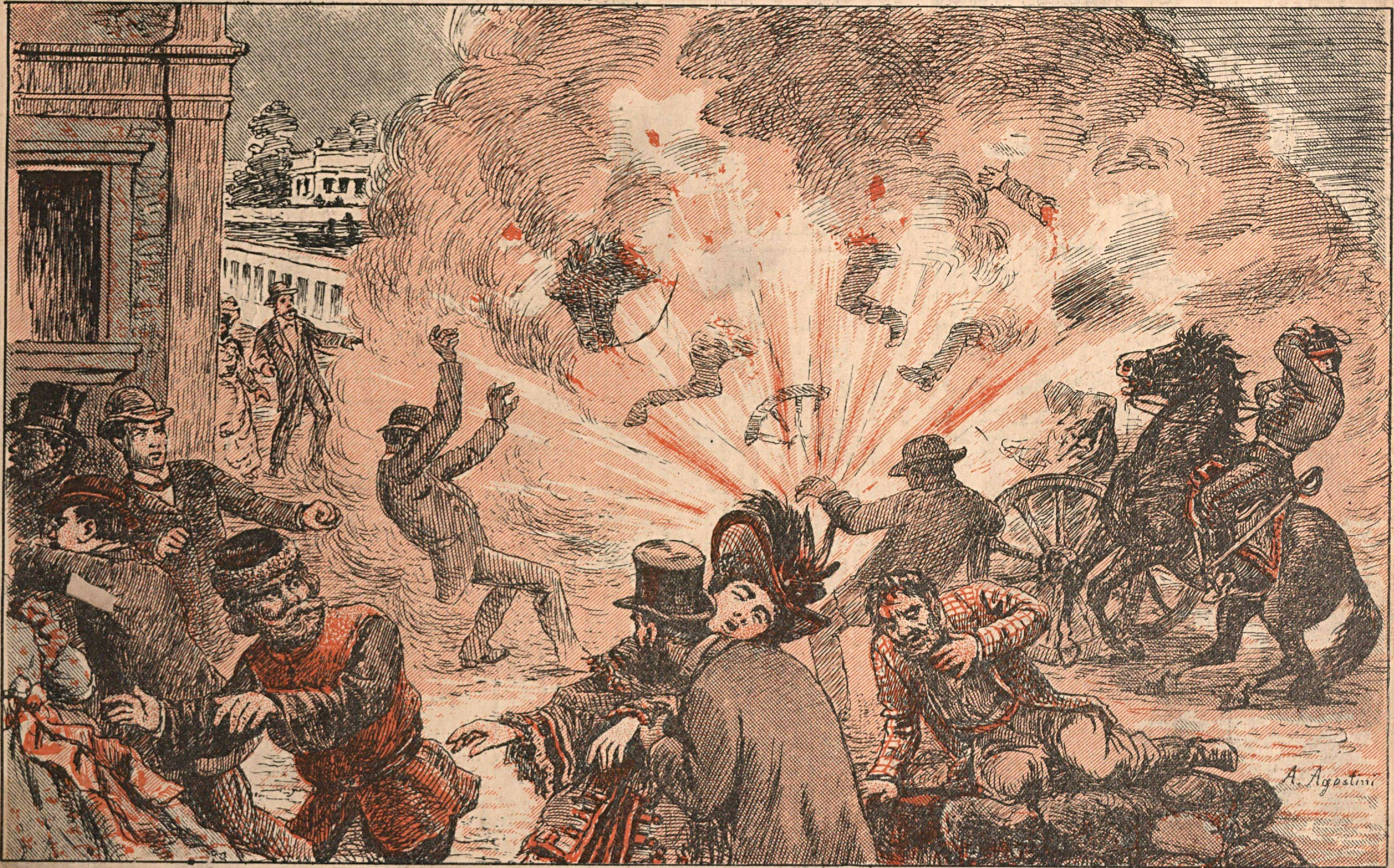
Вбивство фон Плеве, 1904 рік

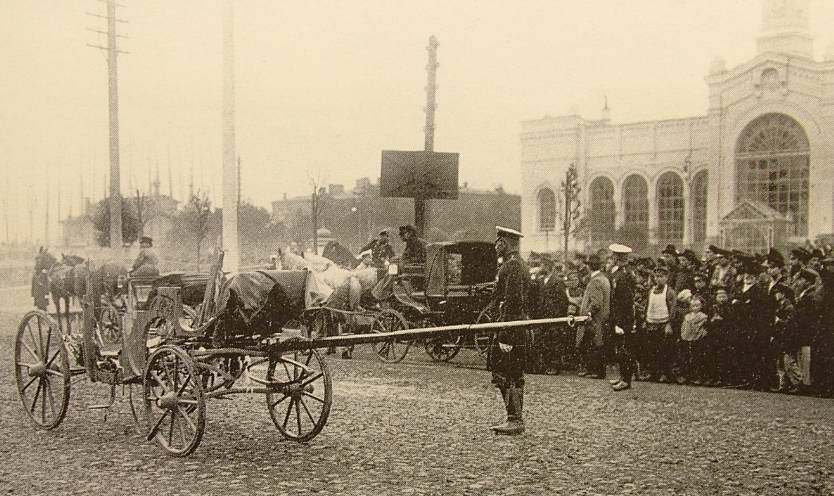
Рештки від карети Плеве.

Созонова позбавили всіх прав, засадили спочатку в уклали в Шліссельбурзьку фортецю, суд відправив на безстрокове утримання в каторжній в'язниці. Потім була Бутирська в'язниця, звідки Созонова відправили на Нерчинські копальні.
Амністія 1905 обмежила перебування Созонова на каторзі відомим терміном.

### Зерентуйська трагедія

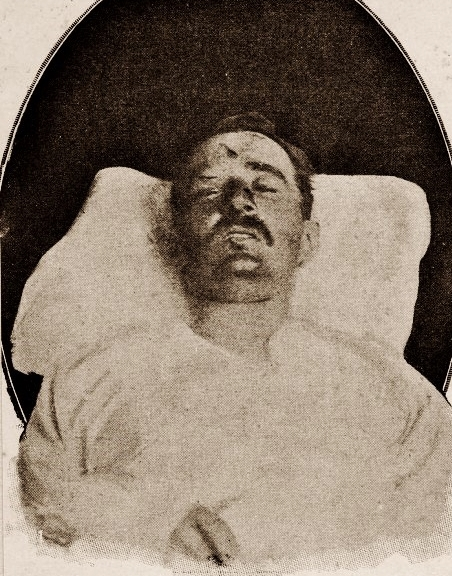
Труп Єгора Сазонова після самогубства

Наприкінці 1907 року його перевели до Зерентуйської каторжної в'язниці, де режим утримання засланців був вільнішим.
Урядом було вжито заходів до того, щоб не випустити Созонова «зі своїх рук». З центру було надіслано нового начальника в'язниці І. Висоцького, який «зрівняв політв'язнів із кримінальними» та ввів для перших тілесні покарання. Причепившись до нікчемного приводу, наказав відшмагати політичних в'язнів. Почастішали самогубства.
Щоб запобігти їм і залучити до долі в'язнів громадську думку, 27 ноября (10 декабря) 1910 год Созонов випив отруту.
Звістка про самогубство Созонова справила сильне враження на російське суспільство і стало одним із приводів студентських заворушень (1910—1911)  .

### Поховання
Спочатку його поховали в Гірському Зерентуї . 25 травня 1917 року прах Созонова був привезений до Уфи. Потім відбулося перепоховання на Сергіївських могилках в Уфі.
На могилі 1917 року було встановлено пам'ятник. Він являв собою чотиригранний обеліск (3 м х 1,3м). Складений з цегли, зацементований і відштукатурений. У центрі обеліску, в ніші, в цегляну кладку вмуровано мармурову плиту сірого кольору з написом:
|  | Погибнуть в борьбе за победу своего идеала — великое счастье. Среди ужасов — смерти и крови — рождается свобода. |

На іншому боці обеліска, теж у ніші, було вмуровано мармурову плиту з текстом:
|  | Я должен умереть. Ожидать лишний день — это значит, может быть, увидеть новые жертвы. |

Верхня частина пам'ятника була увінчана чотирисхилим металевим покривом із листового заліза. Тепер на місці зруйнованого пам'ятника встановлено сірий обеліск.

## Пам'ять
- 3 лютого 1937 в Уфе в честь Егора Созонова в Кировском районе названа улица — Улица Егора Сазонова, бывшая Будановская.
- улица в Челябинске.
- У Воронежі є вулиця Петра Сазонова. Раніше на цьому місці перетиналися вулиці Петра Алексєєва та Єгора Сазонова. У 1970-х роках вулиці були забудовані, а проїжджа ділянка, що залишилася, отримала «об'єднану» назву.
- Вулиця Єгора Сазонова є в Єкатеринбурзі .

## Родина
- Батько : Сергій Лазаревич Созонов — селянин -старообрядець, що став потім лісопромисловцем.
- Мати : Акіліна Логінівна. В молодості хотіла піти у черниці, але відмовив її Сергій Лазаревич.Мати Єгора Созонова

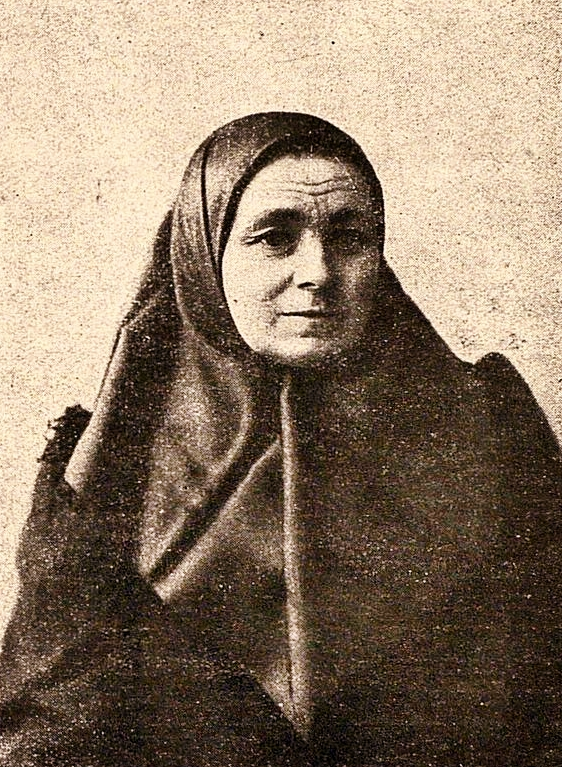
Мати Єгора Созонова

- Брат : Зот Сазонов — революціонер, учасник бойової організації .

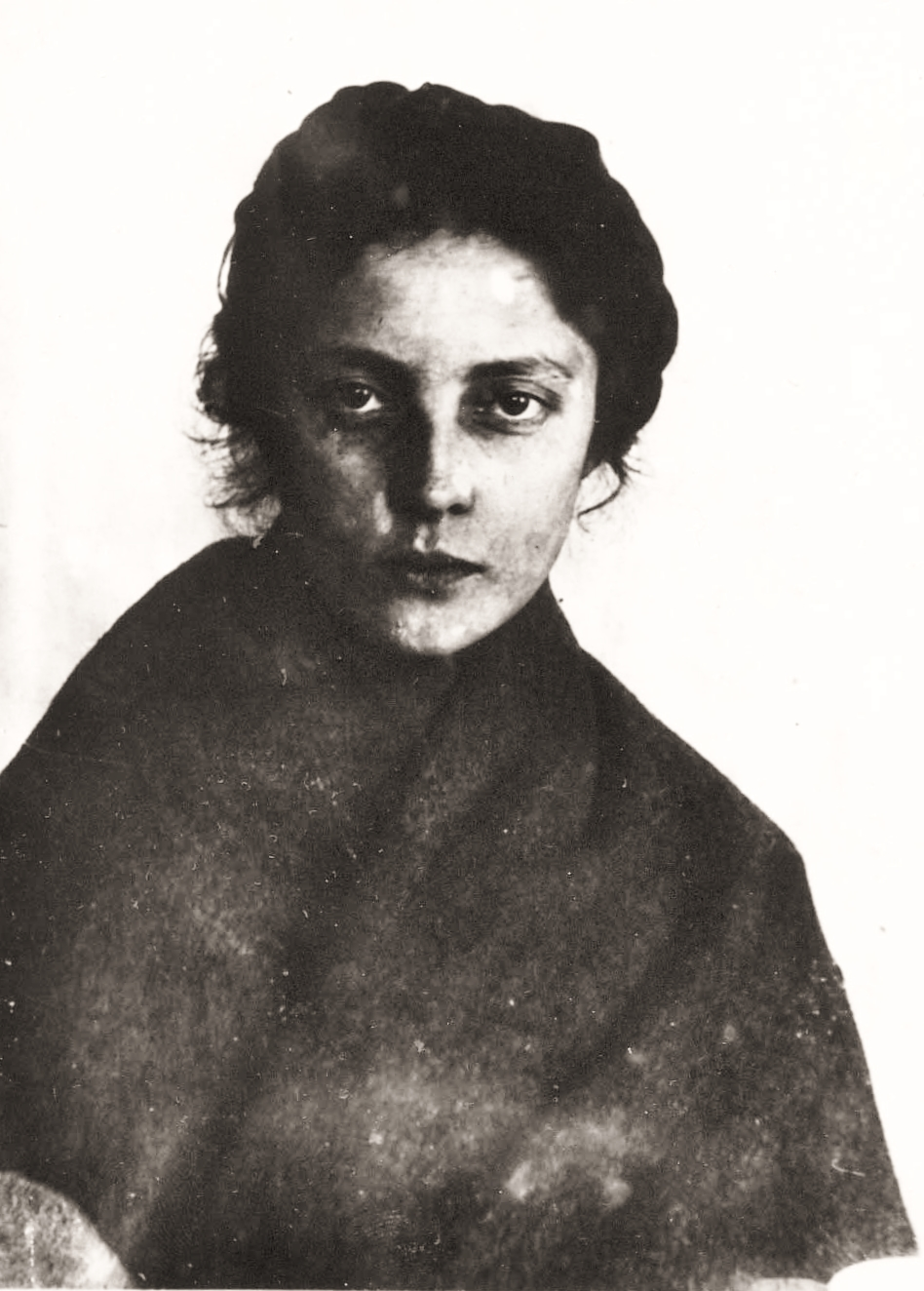
Марина (Марія) Прокоф'єва — дружина Єгора Созонова, есерка, членкиня бойової організації.

- Марина (Марія) Прокоф'єва — дружина Єгора Созонова, есерка, членкиня бойової організації.Наречена : Марина (Марія) Олексіївна Прокоф'єва, есерка, членкиня Бойової організації, в 1907 разом з Б. Н. Нікітенко та Б. С. Синявським засуджено у справі про замах на Миколу II

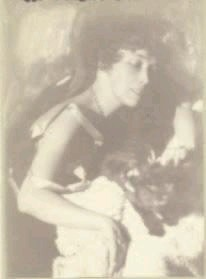
Паллада Бєльська — коханка, народила від Созонова двох дітей

- Паллада Бєльська — коханка, народила від Созонова двох дітейСпівмешканка : Паллада Стринкевич (Богданова-Бєльська), була коханкою Сазонова в юності, народила від нього двох дітей[8]